# Кривицький Ігор Олександрович
Кривицький Ігор Олександрович (7 вересня 1935 — 20 травня 2008) — український орнітолог, кандидат біологічних наук, автор кількох монографій та упорядник низки збірників наукових праць, один з організаторів та найактивніших учасників наукової робочої мережі «Дослідження птахів басейну Сіверського Дінця».

## Біографічні деталі
Ігор Кривицький народився 7 вересня 1935 р. у м. Орша в Білорусі в сім'ї міського архітектора. Під час війни сім'я вимушена була евакуюватися на схід. У травні 1944 р. Ігор разом з матір'ю переїхав до Харкова, де пішов до школи. Вищу освіту отримав у Харківському державному університеті, де його викладачами були відомі зоологи О. С. Лисецький та І. Б. Волчанецький.
Після його завершення, у 1959 р., молодий (24 роки) науковець переїжджає на три роки до Казахстану, де він стає співробітником щойно утвореного Кургальджинського заповідника. У заповіднику працював науковим співробітником, а згодом став його директором. Однак у 1961 р. заповідник був реорганізований у заповідно-мисливське господарство.
У час перебування у Казахстані (1959—1962) юнак був учнем Ігоря Долгушина, заступника директора Інституту зоології АН Казахстану, лауреата Сталінської премії (III ступеня) у галузі сільського господарства (1951), найвідомішого дослідника птахів Казахстану.
1962 року, у віці 27 років, Ігор Кривицький знову повертається до Харкова. Працював в Харківському національному університеті імені Каразіна, в Інституті біології, в якому з 1998 р. очолював Групу з вивчення прикладних проблем екології тварин. Ця група діє й дотепер, і в ній працюють, зокрема, й учні Ігоря Олександровича — Михайло Банік, Ольга Брезгунова та ін..

## Об'єкти досліджень та колекції

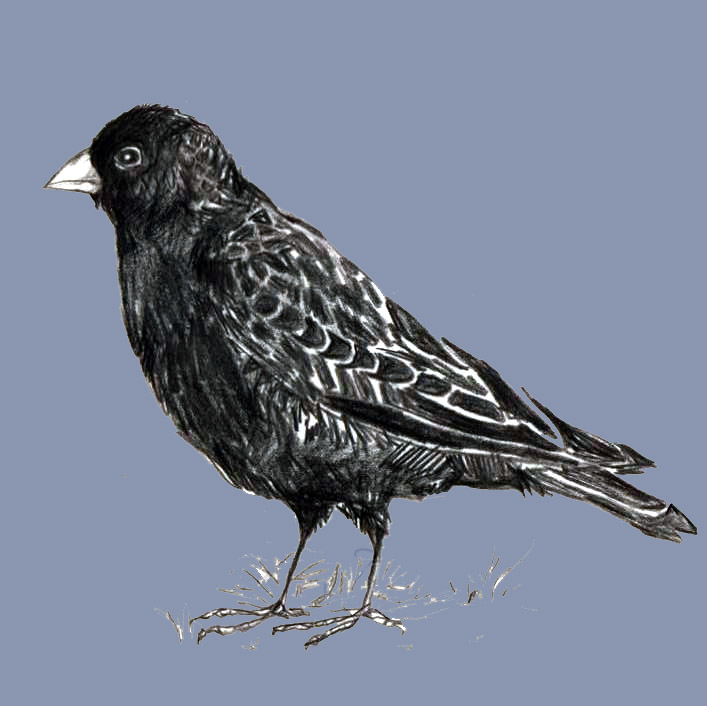
Чорний жайворонок — один з об'єктів дослідження Ігоря Кривицького (в Україні вид не гніздиться)

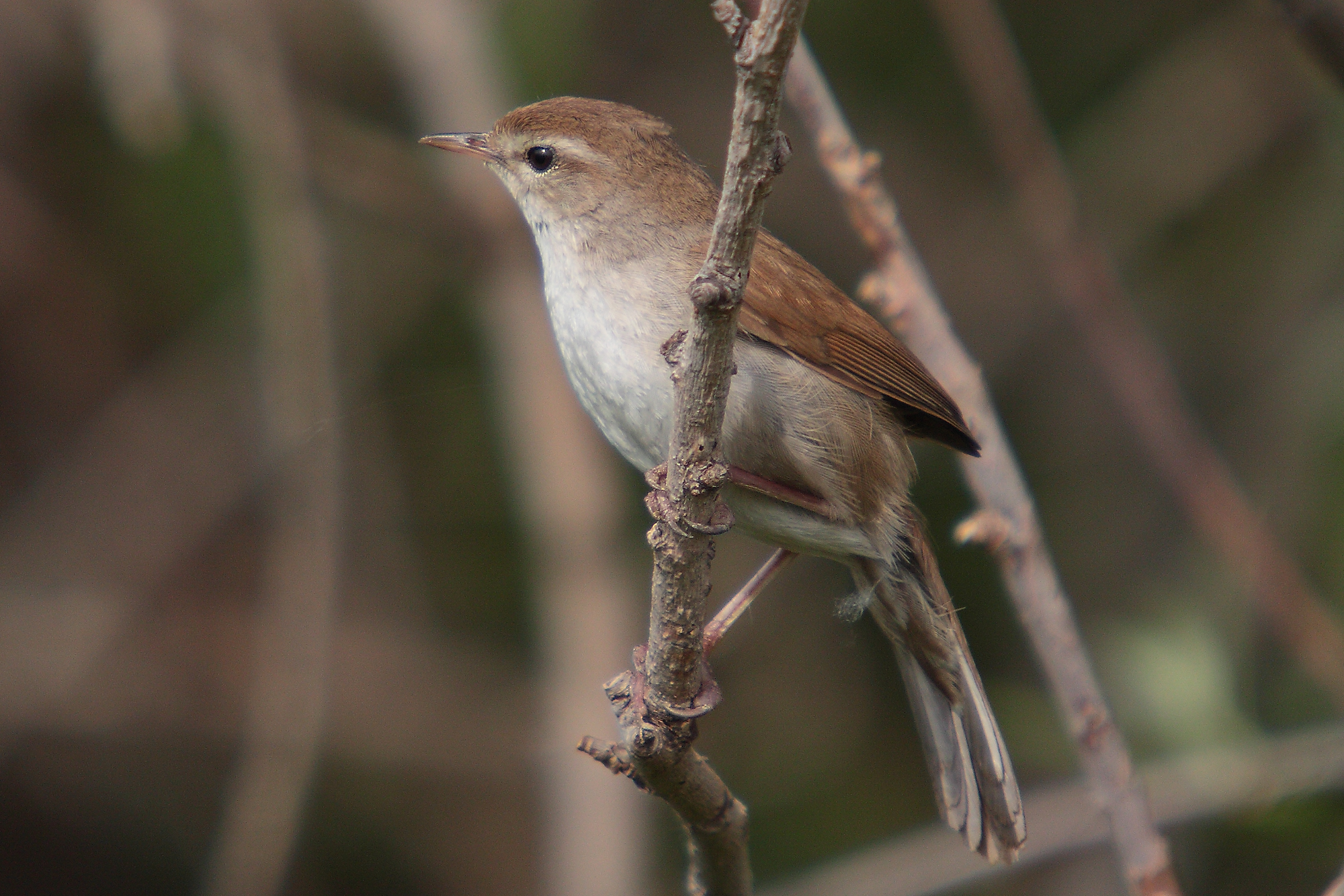
Cettia cetti — рідкісний в Україні вид очеретянок, вид, якому присвячено одну з книг Ігоря Кривицького

Один з головних інтересів дослідника — вивчення взаємовідносин птахів та людини, птахів та «культурного ландшафту» (Банік, 2010).
Найвідоміші й улюблені об'єкти досліджень — дрохва, чаплі, хижі птахи, жайворонок чорний.
Орнітологічна колекція Музею природи Харківського університету зберігає зібрані Ігорем Олександровичем зразки: 739 екземплярів 177 видів птахів (Девятко, 2010).

## Орнітологічні рухи
Ігор Олександрович був організатором низки конференцій та упорядником праць конференцій «Птахи басейну Сіверського Дінця», у тому числі:
- вип. 2 (Матеріали 2 конференції, Харків, 1994),
- вип. 3 (Матеріали 3 конференції, Харків 1996),
- вип. 4-5 (Матеріали 4-5 конференцій, Харків, 1998),
- вип. 8 (Матеріали 8-10 конференцій, Харків, 2003)

Один з ініціаторів «Міжнародного Фонду Дрохви» (2000) та організатор конференції «Міжнародна громадськість за збереження дрохви» (2001, спільно з Володимиром Свинаревим, який організував експериментальну ферму з розведення дрохфи).

## Найвідоміші видання
- Кривицкий Игорь Александрович, Грамма Виктор Никитович, Друлева Ирина Владимировна, Горелова Любовь Николаевна, Рудик Александр Михайлович. Люби свою землю. Научно-популярный очерк о редких и исчезающих растениях Харьковской области, требующих охраны и биологического контроля. — Харьков : «Прапор», 1986. — 200 с. — 10 000 прим. (рос.)
- Орнітологи України (довідник) (Харків, 1999)
- Cettia cetti (Харків, 2000)[2] Кривицкий И. А. Cettia cetti: Птицы СССР. Славковые. Широкохвостка. Сверчки. Тонкоклювая камышевка. — Харьков, 2000. — С. 1-170.

## Пам'яті Ігоря Кривицького

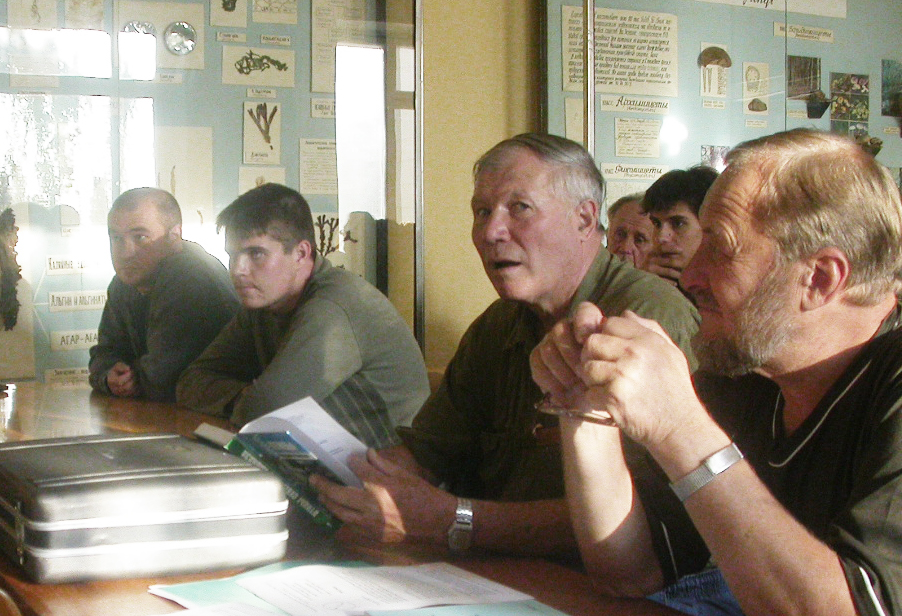
Ігор Кривицький (в центрі) на 13-й конференції «Дослідження та охорона птахів басейну Сіверського Дінця» (Луганськ, 23.09.2005 р.).

Пам'яті Ігоря Олександровича було присвячено 16-ту наукову конференцію циклу «Дослідження та охорона птахів басейну Сіверського Дінця» та 11-й випуск серії видань «Птахи басейну Сіверського Дінця» (Донецьк 2010; За ред. Леоніда Тараненка). Серед інших матеріалів цієї збірки варто відзначити пам'ятні статті його друга й відомого дослідника орнітофауни Казахстану Анатолія Ковшаря (Ковшарь, 2010) та його учня й відомого дослідника орнітофауни північно-східної України Михайла Баніка (Баник, 2010).